# 원발성 중추신경계 림프종
원발성 중추신경계 림프종(Primary central nervous system lymphoma, PCNSL)은 면역기능이 억제된 환자들(일반적으로 AIDS환자)에게서 많이 나타나는 원발성 두개내 종양이다. 소교종 또는 원발성 뇌 림프종으로도 알려져 있다.
PCNSL은 HIV 감염으로 발생한 림프종의 약 20% 정도를 차지한다. 다른 형태는 버킷 림프종과 면역아구성 림프종이다.
원발성 CNS 림프종은 면역결핍(AIDS 및 장기이식등의 면역억제) 환자의 엡스타인-바 바이러스 (EBV) 감염과 (> 90%) 깊은 연관이 있으며, 특정 나이대에 편중되는 현상은 없다. 진단시 평균 CD4+ 는 ~50/uL이다.  면역저하 환자는 예후가 일반적으로 좋지 않다.
면역적격 환자, 즉 AIDS를 가지고 있지 않고 다른 면형결핍이 없는 환자는, 드물게 EBV 간염이나 다른 DNA 바이러스와 연관된 경우가 있다.
면역적격자의 경우, PCNSL는 일반적으로 50~60대의 노인 환자에게 나타난다. 중요한 점은, 면역적격자들의 PCNSL의 발병률이 10년 동안 인구 10만명 중 2.5명에서 30명으로 증가되고 있다고 보고되는 것이다. 면역적격자에게서 나타나는 이 질병의 증가 원인은 아직 밝혀지지 않았다.

## 분류
대부분의 PCNSL은 비만성 B 세포 비호지킨 림프종이다.

## 징후 및 증상
원발성 중추신경계 림프종은 발작, 두통, 뇌신경 이상소견, 성격전환, 또는 종괴효과에 의한 다른 주요 신경학적 손실이 일반적으로 나타난다.  전산증상으로는 고열, 밤중 땀흘림, 체중감소가 나타난다. 다른 증상은
- 복시
- 연하곤란
- 현기증
- 단안시력 손실
- 진행성 치매 또는 간질 ※신경학적 검사나 MRI상 특이점이 없는 환자에게도 나타남(AIDS 환자에게서 더 일반적임).
- 안면 감각저하

등이 있다.

## 진단

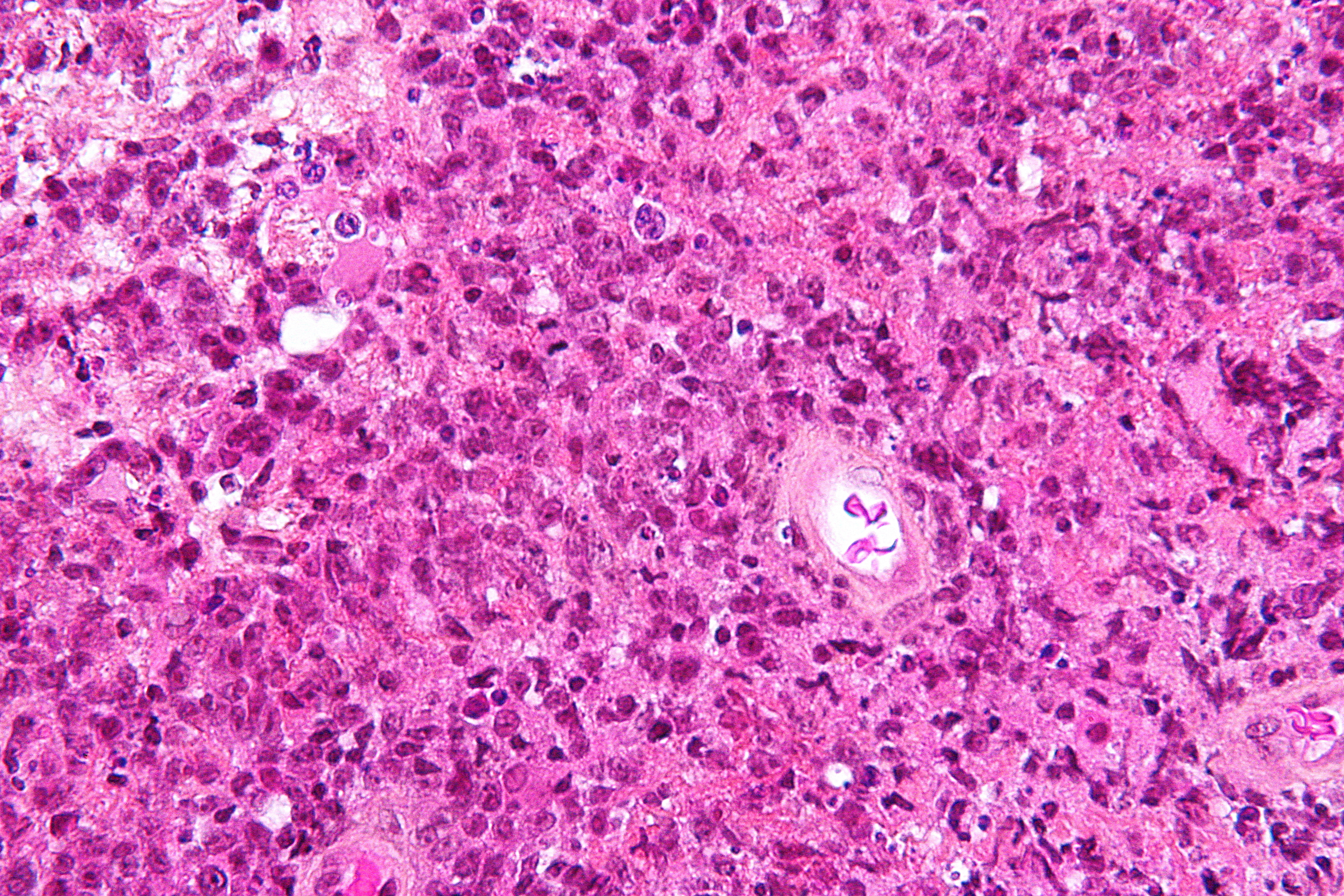
원발성 중추신경계 림프종의 현미경사진. 특징적으로 혈관주위에 두드러진 핵소체를 지닌 거대세포들이 존재한다. 뇌 생검. HPS 염색.

최종확진은 병리학적 조직검사로 이루어진다.
MRI나 조영증강 CT에서는 일반적으로 진한 백질에서 다중 환상 조영증강 병소들이 나타난다. 영상으로 기반한 주 감별진단은 뇌 톡소플라스마증이다. 비록 톡소프라스마증이 일반적으로 더 많은 병소와 조영증강이 더 확연하다고 하더라도, 에이즈 환자들에게서 일반적으로 나타나고 PCNSL과 똑같이 환상 조영증강 병소가 나타나므로 영상기술으로는 이 둘의 차이를 확실하게 구별할 수 없다. 때문에 환자에게 뇌 조직검사를 수행한다.

## 예후

### 면역적격 환자
방사선 치료의 초기 반응이 가끔은 매우 우수하고, 때로는 완전 관해로 나타난다. 그러나, 방사선치료의 반응기간이 짧으며, 치료 후 중위 생존기간이 단지 18개월이다. 메토트렉세이트를 기반으로 한 화학요법은 일부 연구에서는 메토트렉세이트 화학요법 이후의 중앙 생존기간이 48개월에 도달할 정도로 괄목하게 생존율이 개선되었다.

### AIDS 환자
AIDS와 PCNSL 환자는 방사선 치료만으로 4 개월 생존 평균 생존율을 보인다. 치료받지 않은 중앙 생존율은 단지 2.5 개월이며 때로는 림프종 자체보다는 동시에 기회 감염으로 인한 것이다. 그러나 CD4가 200 이상이고 동시 기회 감염이없는 에이즈 환자의 하위 그룹에서 메토트렉세이트 단독 요법 또는 빈 크리스틴, 프로 카바 진 또는 전체 뇌 방사선 요법으로 구성된 공격적 치료를 견딜 수있는 생존 기간이 연장 된 것으로 나타났다. 이 환자의 생존 기간은 10-18 개월이다. 물론 고도의 활성 항 바이러스 요법 (HAART)은 모든 AIDS 환자의 생존 기간 연장에 중요하므로 HAART를 준수하면 에이즈와 PCNSL이 동시에 나타나는 환자의 생존에 중요한 역할을 할 수 있다.